# Nicky Zijlaard
Nicky Zijlaard (21 november 1995) is een Nederlandse voormalige wielrenster. Zij was actief op de weg en op de baan. Zij is een kleindochter van Joop Zijlaard, de zus van Maikel Zijlaard en nichtje van Michael Zijlaard en Leontien van Moorsel.
In 2011 werd Zijlaard op drie onderdelen Nederlands kampioen bij de junioren: individuele achtervolging, puntenkoers en scratch. Na de 9e plek op het WK tijdrijden in Valkenburg en de 6e plek op het EK tijdrijden in het Tsjechische Olomouc (beide bij junioren) werd ze in 2014 prof bij Boels Dolmans Cycling Team. In dat jaar werd ze, samen met haar vader Ron, Nederlands kampioen achter de derny en behaalde ze samen met Nina Kessler de tweede plek in de koppelkoers op het NK baanwielrennen, achter Kelly Markus en Amy Pieters.
In 2022 nam ze met haar man Nick van der Lijke, de door haar opa opgezette broodjeszaak De Snor, van haar ouders over. Om gezondheidsredenen werd de overname teruggedraaid. Haar man ging weer koersen en keerde in 2023 terug bij Leopard-Riwal.

## Palmares
2011
 Nederlands kampioen ind. achtervolging (junior)
 Nederlands kampioen puntenkoers (junior)
 Nederlands kampioen scratch (junior)
2012
 Nederlands kampioenschap 500 m (junior)
 Nederlands kampioenschap scratch (junior)
 Nederlands kampioenschap op de weg (junior)
9e op WK Tijdrijden in Valkenburg (junior)
2013
1e etappe en eindklassement Omloop van Borsele (junior)
6e op EK Tijdrijden in Olomouc (junior)
2014
 Nederlands kampioen achter de derny
 Nederlands kampioenschap koppelkoers met Nina Kessler (elite)